# 拉莱 (维埃纳省)
拉莱（法語：Raslay，法語發音：[ʁalɛ]）是法国新阿基坦大区维埃纳省的一个市镇，属于沙泰勒罗区。

## 地理
拉莱（47°6'44"N, 0°0'10"W）面积3.98 平方千米，位于法国新阿基坦大区维埃纳省，该省份为法国中西部省份，北起曼恩-卢瓦尔省和安德尔-卢瓦尔省，西接德塞夫勒省，南至夏朗德省，东南接上维埃纳省，东临安德尔省。
与拉莱接壤的市镇（或旧市镇、城区）包括：莫尔通、鲁瓦费、赛村、莱特鲁瓦穆捷。

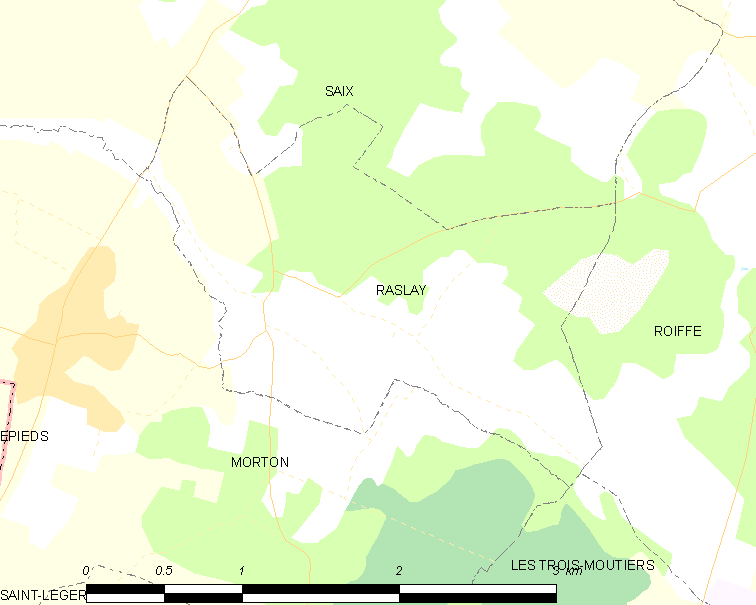
的OSM定位图

拉莱的时区为UTC+01:00、UTC+02:00（夏令时）。

## 行政
拉莱的邮政编码为86120，INSEE市镇编码为86206。

## 政治
拉莱所属的省级选区为卢丹县。

## 人口

1962-2008年间人口变化图示

拉莱于2022年1月1日时的人口数量为135人。